# 5765 (année hébraïque)
5765 (hébreu : ה'תשס"ה , abbr. : תשס"ה) est une année hébraïque qui a commencé à la veille au soir du 16 septembre 2004 et s'est finie le 3 octobre 2005. Cette année a compté 383 jours. Ce fut une année embolismique dans le cycle métonique, avec deux mois de Adar - Adar I et Adar II. Ce fut la quatrième année depuis la dernière année de chemitta.
En l'an 5765, l'État d'Israël a fêté ses 57 ans d'indépendance.

## Calendrier
Ce calendrier hébraïque de l'année 5765 donne les correspondances avec les dates du calendrier grégorien.
Le premier nombre dans chaque case correspond au jour du mois hébraïque. Les jours en couleurs sont des jours remarquables juifs ou israéliens.
| ◄◄ | 5765 | ►► |

## Événements
- Séisme du 26 décembre 2004 dans l'océan Indien
- Attentats de Charm el-Cheikh du 23 juillet 2005

## Décès
- Rafael Eitan
- Ephraim Kishon
- Arthur Miller
- Gary Bertini
- Saul Bellow
- Ehud Manor
- Ezer Weizman
- Batya Gour
- Aleksandr Gomelski
- Simon Wiesenthal

5760 - 5761 - 5762 - 5763 - 5764 - 5765 - 5766 - 5767 - 5768 - 5769 - 5770